# Шофар

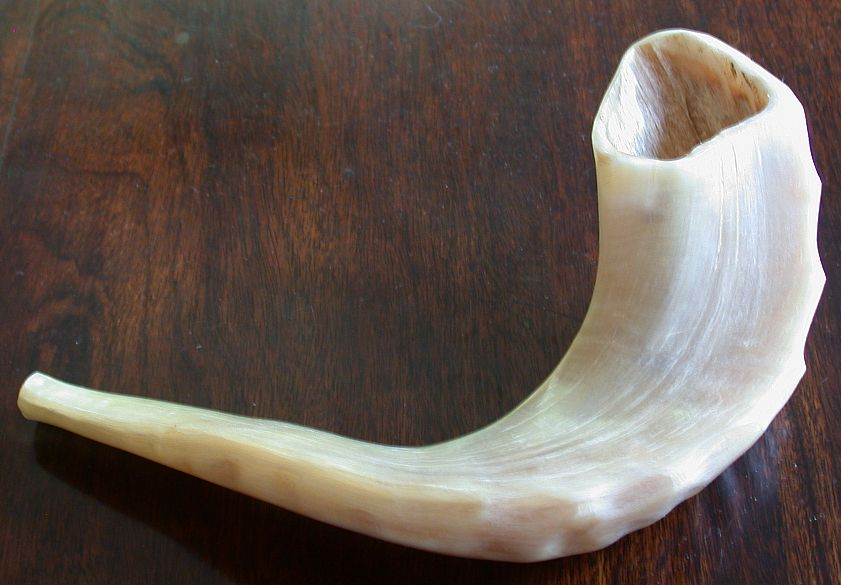
Ашкеназький шофар

Шофар (שׁוֹפָר) — єврейський ритуальний музичний інструмент, зроблений з рогу тварини (зазвичай барана). Гра на даному інструменті являє собою одну із заповідей Тори — «Промовляй до Ізраїлевих синів, говорячи: Сьомого місяця, першого дня місяця буде вам повний спочинок, пам'ять сурмлення, святі збори» Має дуже давню історію і традицію вживання, висхідну до Мойсея. У біблійну епоху шофар служив для багатьох цілей: в нього сурмили при виході на війну, для скликання громад и, при оприлюдненні заборон, для оголошення про наближення Суботи та ін. Нині в шофар сурмлять в синагогах на протяг всього місяця елула —  після закінчення ранкової молитви в будні, - щоб спонукати євреїв до каяття напередодні Дня Суду.

## Використання
Згідно з Галахою, в шофар сурмлять під час синагогального богослужіння на Рош га-Шана (юдейський Новий рік) і Йом-Кіпур (Судний День, або День спокутування). На Рош га- Шана звичай вимагає стократного сурмління. Під час синагогальної служби, сурмління виконується триразово, щоразу як : «ташрат» (3 рази), «ташат» (3 рази), «тарата» (3 рази), а потім ще раз: «ташрат»— «ташат» — «тарата» для досягнення числа звуків сотні.
Шофар видає окремі ноти або гармонії у межах однієї октави (з шофару можна витягти тільки перший і другий обертони, складові квінти).
Тембр шофара нагадує плач і має сумовитий звук, хоча чим більший шофар, тим тембр має більше забарвлення і глибини.
Принцип побудови  є аерофон — джерелом акустичних коливань є стовп повітря, замкнений у резонансному просторі стовбуру інструменту. Коливання збуджуються губами виконавця, що прикладаються до мундштука.
Пізніше виник звичай сурмити у шофар щодня протягом усього місяця елулу, що передує Новому року.
Напередодні Рош га-Шана і Йом-Кіпуру в шофар сурмлять не тільки у синагозі, але і в місцях скупченнях юдеїв, наприклад, в єврейських школах. В Ізраїлі, шофар можна почути в таких несподіваних місцях, як біля залізничної станції або біля торгового центру. Це робиться для того, щоб закликати увесь народу Ізраїлю до покаяння. За біблійними переказами шофар використовувався, щоб зруйнувати стіни Єрихону («єрихонські труби»).
Згадується у популярній пісні «Золотий Єрусалим».
Має дуже давню історію і традицію використання, висхідну до Мойсея. У біблійну епоху шофар служив для багатьох цілей: в нього сурмили при виході на війну, для скликання громади, при оприлюдненні заборон, для оголошення про наближення Суботи та ін. Нині в шофар сурмлять в синагогах протягом усього місяця елулу — після закінчення ранкової молитви в будні, — щоб спонукати євреїв до каяття напередодні Дня Суду.

## Виготовлення
Виготовляється він з рогів 5-ти видів тварин: дикого козла, барана (цим двом різновидам віддавалася перевага завдяки їх природній вигнутій формі, що нагадувала молодий місяць — один з найважливіших символів Стародавнього Сходу), іноді антилопи, газелі, рідко — бика (останній вважався небажаним через асоціації із "золотим тільцем"). Ранні інструменти не мали мундштука, кінчик рогу відрізався або в ньому просвердлювали вдувний отвір. Пізніше процедура виготовлення шофара стала більш складною: шляхом випарювання йому надавали потрібні контури, на широкому кінці рога формували розтруб, а вузький край за допомогою розтягування перетворювали в мундштук. У різних громадах шофари відрізняються один від одного. Ашкеназький шофар оброблений зовні і всередині, йому надають серповидную форму. Сефардські шофари — довгі і кручені. Виготовленням шофарів займаються ремісники, що передають традицію з покоління в покоління.